# Rugby Europe Championship U18
El Rugby Europe U18 Championship es una competición de rugby para selecciones nacionales juveniles europeas. El nombre de U18 deriva del inglés under 18 con el significado en español de M18 o sub-18.
Se disputa desde el año 2004 y está organizado por Rugby Europe.

## Campeonatos

### Europe Championship U18
| Edición | Sede          | Campeón      | 2º puesto       | 3º puesto | 4º puesto |
| ------- | ------------- | ------------ | --------------- | --------- | --------- |
| 2000    | Sin sede fija | Bélgica      | Croacia         | Andorra   | Bulgaria  |
| 2001    | Sin sede fija | Países Bajos | Moldavia        | Croacia   | Hungría   |
| 2002    | Sin sede fija | Bélgica      | República Checa | Moldavia  | Letonia   |
| 2003    | Sin sede fija | Polonia      | Países Bajos    | Croacia   | Bulgaria  |

### Rugby Europe Championship U18
| Edición | Año  | Sede            | Campeón                               | 2º puesto                             | 3º puesto                             | 4º puesto                             |                                       |
| ------- | ---- | --------------- | ------------------------------------- | ------------------------------------- | ------------------------------------- | ------------------------------------- | ------------------------------------- |
| I       | 2004 | Italia          | Francia                               | Inglaterra                            | Italia                                | Escocia                               |                                       |
| II      | 2005 | Francia         | Inglaterra                            | Francia                               | Escocia                               | Italia                                |                                       |
| III     | 2006 | Italia          | Inglaterra                            | Francia                               | Italia                                | Escocia                               |                                       |
| IV      | 2007 | Francia         | Francia                               | Irlanda                               | Inglaterra                            | Italia                                |                                       |
| V       | 2008 | Italia          | Francia                               | Irlanda                               | Inglaterra                            | Italia                                |                                       |
| VI      | 2009 | Francia         | Francia                               | Inglaterra                            | Irlanda                               | Rumania                               |                                       |
| VII     | 2010 | Italia          | Francia                               | Irlanda                               | Georgia                               | Bélgica                               |                                       |
| VIII    | 2011 | Francia         | Irlanda                               | Inglaterra                            | Gales                                 | Francia                               |                                       |
| IX      | 2012 | España          | Inglaterra                            | Irlanda                               | Francia                               | Gales                                 |                                       |
| X       | 2013 | Francia         | Inglaterra                            | Francia                               | Irlanda                               | Escocia                               |                                       |
| XI      | 2014 | Polonia         | Inglaterra                            | Irlanda                               | Gales                                 | Francia                               |                                       |
| XII     | 2015 | Francia         | Francia                               | Georgia                               | Inglaterra                            | Italia                                |                                       |
| XIII    | 2016 | Portugal        | Francia                               | Georgia                               | Portugal                              | Bélgica                               |                                       |
| XIV     | 2017 | Francia         | Francia                               | Georgia                               | Japón                                 | Portugal                              |                                       |
| XV      | 2018 | Polonia         | Georgia                               | Francia                               | España                                | Portugal                              |                                       |
| XVI     | 2019 | Rusia           | Georgia                               | España                                | Portugal                              | Rusia                                 |                                       |
| -       | 2020 | Rusia           | Cancelado por la pandemia de COVID-19 | Cancelado por la pandemia de COVID-19 | Cancelado por la pandemia de COVID-19 | Cancelado por la pandemia de COVID-19 | Cancelado por la pandemia de COVID-19 |
| XVII    | 2021 | Rusia           | Georgia                               | Portugal                              | España                                | Bélgica                               |                                       |
| XVIII   | 2022 | Georgia         | Georgia                               | Portugal                              | España                                | Bélgica                               |                                       |
| XIX     | 2023 | República Checa | Georgia                               | Portugal                              | España                                | Países Bajos                          |                                       |
| XX      | 2024 | República Checa | Georgia                               | España                                | Países Bajos                          | República Checa                       |                                       |

## Posiciones
Número de veces que las selecciones ocuparon cada posición desde la edición del 2004.
| Equipo          | Campeón | 2º puesto | 3° puesto | 4° puesto |
| --------------- | ------- | --------- | --------- | --------- |
| Francia         | 8       | 4         | 1         | 2         |
| Georgia         | 6       | 3         | 1         |           |
| Inglaterra      | 5       | 3         | 3         |           |
| Irlanda         | 1       | 5         | 2         |           |
| Portugal        |         | 3         | 2         | 2         |
| España          |         | 2         | 4         |           |
| Italia          |         |           | 2         | 4         |
| Gales           |         |           | 2         | 1         |
| Escocia         |         |           | 1         | 3         |
| Países Bajos    |         |           | 1         | 1         |
| Japón           |         |           | 1         |           |
| Bélgica         |         |           |           | 4         |
| Rumania         |         |           |           | 1         |
| Rusia           |         |           |           | 1         |
| República Checa |         |           |           | 1         |